# Willis Tower
A Willis Tower, anteriormente conhecida como Sears Tower, é um arranha-céu localizado em  Chicago, nos Estados Unidos, sendo o mais alto edifício da América do Norte de 1974, quando foi inaugurado, até 2014 quando o One World Trade Center em Nova Iorque foi concluído. Ultrapassou as torres gêmeas do World Trade Center em Nova Iorque, que um ano antes já haviam superado o Empire State Building, também em Nova York, como o mais alto edifício do mundo.
Construído pela Sears, foi idealizado pelos arquitetos  Bruce Graham e Fazlur Rahman Khan da Skidmore, Owings, & Merrill. A construção foi iniciada em agosto de 1970, alcançando antecipadamente sua altura máxima em 3 de maio de 1973. Ao ser concluída, a Sears Tower superou a torre Norte do World Trade Center ao tornar-se o mais alto edifício do mundo, tendo ostentado esse título por 24 anos, sendo superado em 1998 pela Petronas Twin Towers, em Kuala Lumpur, Malásia.
O edifício tem 108 andares contados pelos métodos padrões, apesar de os projetistas contarem 109 andares com o telhado e os mecânicos contarem 110 com a cobertura do elevador. A altura do telhado é de 442 m, medidos a partir da entrada leste. Em fevereiro de 1982, 2 antenas de televisão foram instaladas no edifício, elevando sua altura a 520 metros; a antena oeste posteriormente foi estendida a 527 metros em 5 de junho de 2000 para ampliar a recepção da estação local da NBC, WMAQ-TV.
Atualmente, a Willis Tower é a terceira maior estrutura livre de cabos da América do Norte, superada apenas pela Torre CN em Toronto, Canadá, e pelo One World Trade Center, em Nova Iorque. Este, com seus 521 metros de altura, é o prédio mais alto dos Estados Unidos depois que foi inaugurado. O endereço oficial do edifício é 233 South Wacker Drive, Chicago, Illinois 60606. Às 10hs do dia 16 de julho de 2009, o seu nome foi oficialmente alterado para o actual.

## História

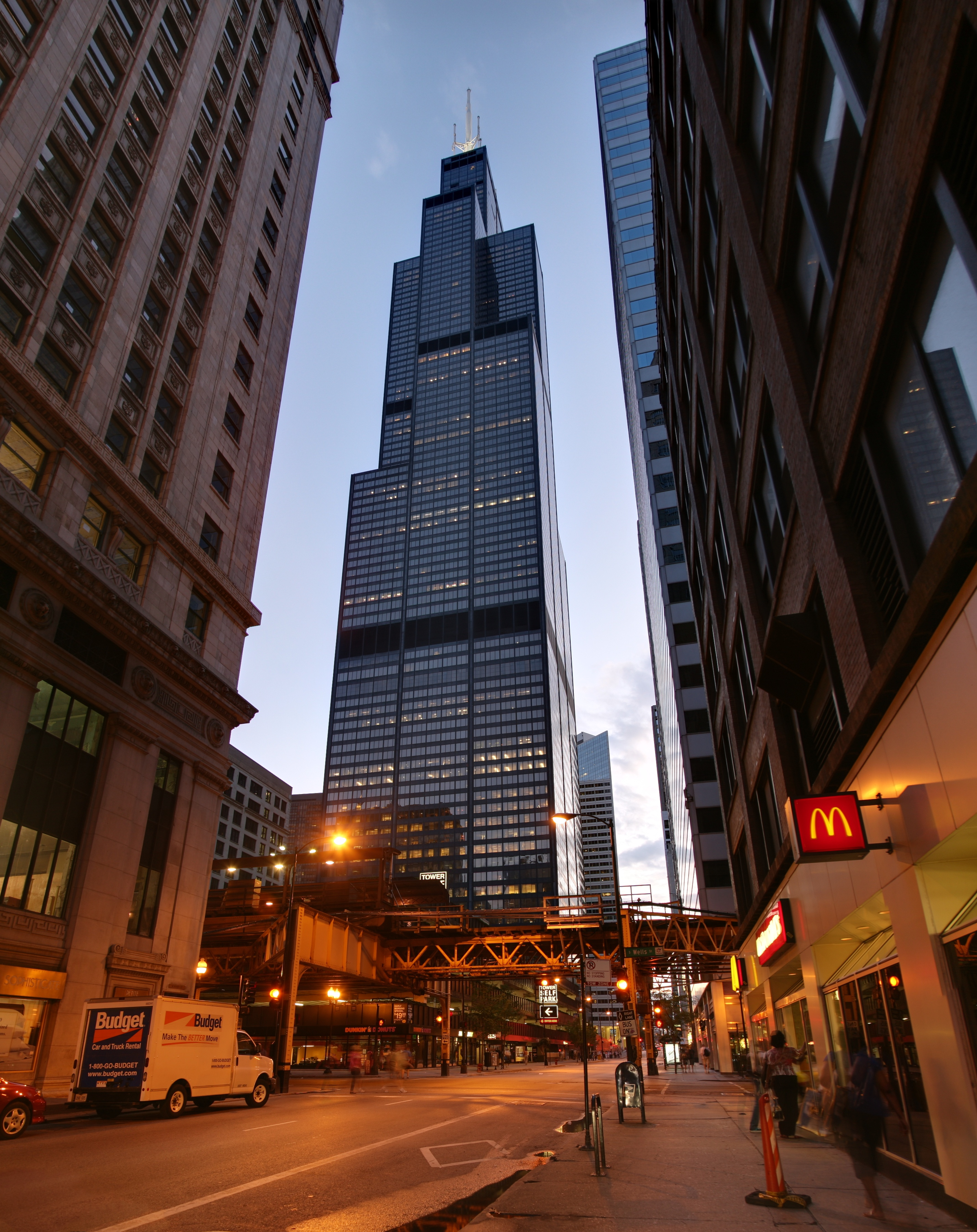
A Willis Tower à noite

Em 1969, Sears, Roebuck & Co. era, de longe, o maior varejista do mundo, com um total de 350 000 funcionários. Os executivos da Sears decidiram consolidar os milhares de funcionários espalhados por inúmeros edifícios de escritórios em Chicagoland, ou região metropolitana de Chicago, em um único edifício. Com uma demanda imediata de espaço de 300 mil m² de área e com previsões e planos para o crescimento futuro necessitando de ainda mais espaço, os arquitetos de Skidmore já previam que o edifício seria um dos mais altos da cidade e, certamente, um dos maiores edifícios de escritório do mundo.
Os executivos da Sears decidiram que o espaço que eles iriam ocupar de início deveria abrigar o Setor de Propaganda e Marketing da empresa. Além disso, decidiram também que o espaço para o crescimento futuro seria alugado para pequenas empresas e negócios até que a Sears pudesse ocupá-lo. Por conseguinte, as dimensões dos pavimentos deveriam ser menores, com grande proporção entre área de janela e área construída, de modo a se tornarem mais atrativas e facilmente negociáveis com os futuros locatários. Menor área construída por pavimento provocou a necessidade de uma estrutura maior. Os arquitetos da Skidmore propuseram uma torre que teria 5,000 m² nos pavimentos inferiores do edifício, os quais iriam gradualmente sendo estreitados, o que daria ao Sears Tower seu ar de especial e imponente.

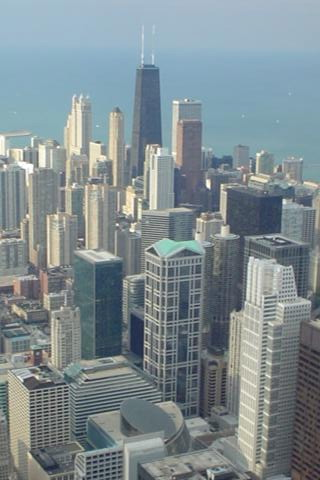
900 North Michigan, Park Tower, John Hancock Center e Water Tower Place (E-D) visto do observatório da Willis Tower

Como a Sears continuava a oferecer projeções otimistas para o crescimento futuro, a altura proposta para a torre ultrapassou a altura do ainda não concluído World Trade Center de Nova Iorque, transformando-se no maior edifício do mundo. Tendo sua altura limitada não por uma limitação física ou por imaginação, mas por uma limitação de altura imposta pela Federal Aviation Administration para proteger o tráfego aéreo, o Sears Tower foi totalmente financiado por capital externo ao da empresa e possui, em seu topo, duas antenas para transmissão local de televisão e rádio. A Sears e a cidade de Chicago aprovaram o projeto e a primeira armadura foi colocada em abril de 1971. A estrutura estava terminada em maio de 1973. Os custos da construção totalizaram US$ $175 milhões na época, que equivaleriam, a grosso modo, a US$ 950 milhões em 2005. A critério de comparação, Torre CN|CN Tower de Toronto, construída em 1976, custou algo equivalente a US$ 260 milhões em 2005.
Porém, as projeções de crescimento otimistas da Sears nunca se efetivaram. Competições com seus tradicionais rivais (como Montgomery Ward) continuaram, ainda sendo superados em força por outros gigantes do varejo, como Kmart, Kohl's e Wal-Mart. Sears Roebuck deteriorou-se com a grande partilha do mercado e a administração perdeu o controle e ousadia nos anos 1970. O Sears Tower não foi inicialmente idealizado para a ocupação dos potenciais locatários e ficou metade vago por uma década, já que mais espaço destinado a escritórios foi construído nos anos 1980. Finalmente, Sears foi forçada a retirar a hipoteca do edifício de sua sede e começou a transferir seus escritórios em 1993, processo de mudança já totalmente concluído em 1995, tendo mudado para uma nova área de escritórios em Hoffman Estates, Illinois.
Desde então, há vários donos do Sears Tower. Os novos donos, que compraram a torre em março de 2004, tinham planos de renomear a torre.
Considerada uma das melhores localizações para negócios em Chicago, o Willis Tower é atualmente um edifício de vários arrendatários com mais de 100 companhias diferentes fazendo negócios ali, incluindo grandes escritórios de advocacia, companhias de seguro e escritórios de serviços financeiros.

## P Skydeck

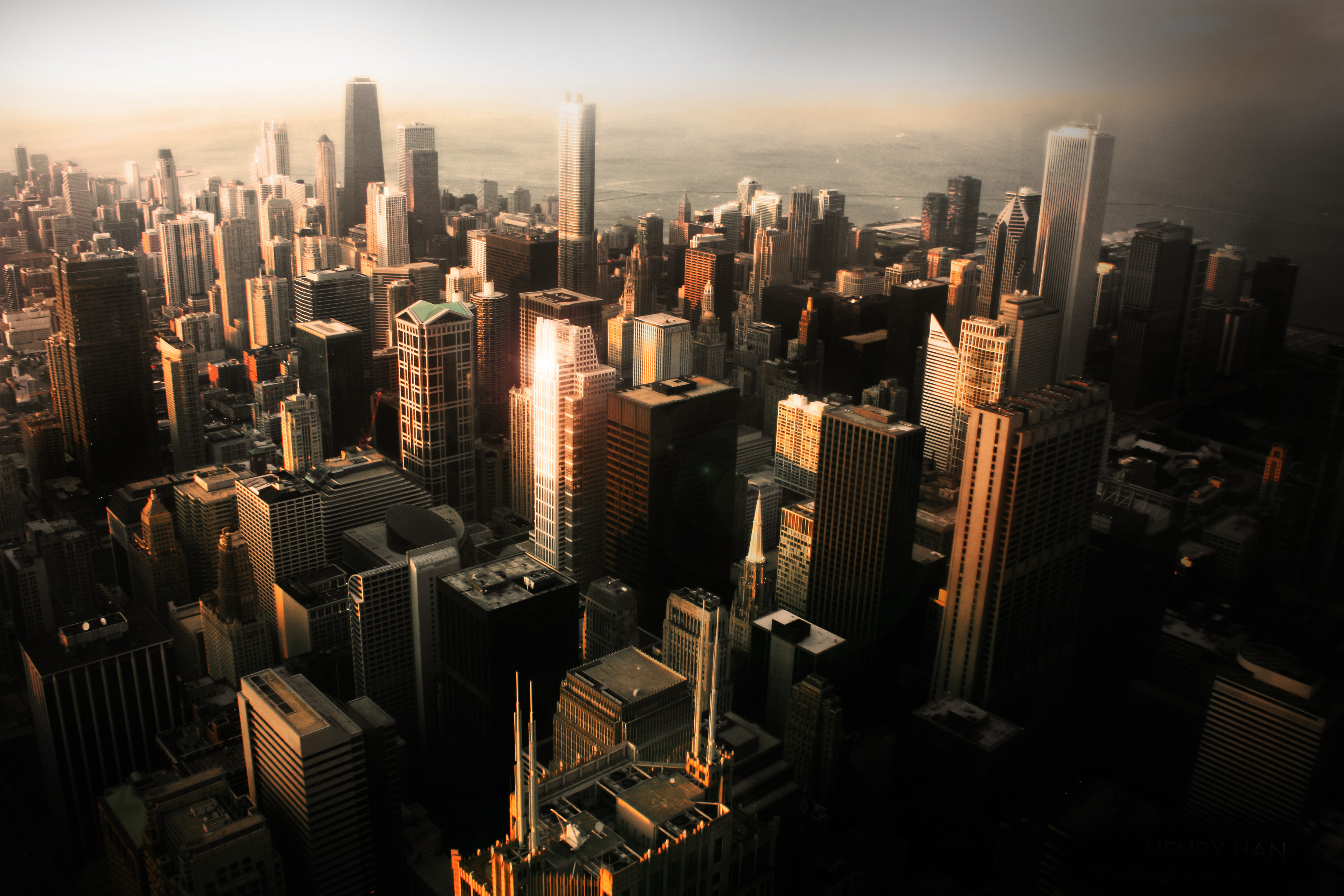
O skyline de Chicago, visto da Willis Tower

O observatório Skydeck, no 103.º andar, tem 412 metros de altura e é uma famosa atração turística. Os turistas podem ter a experiência de sentir como o edifício balança sob o efeito do vento. Eles podem ver muito além das grandes planícies de Illinois e através do Lago Michigan em um dia claro. O Sears Tower Skydeck compete com o observatório do John Hancock Center do outro lado da cidade, que é cerca de 76 metros mais baixo.
Um segundo observatório é utilizado no 99.º andar quando o 103.º andar está fechado.
A entrada para os turistas se encontra ao lado sul do edifício, junto ao Jackson Boulevard.

## Altura

Comparação de alturas com outros edifícios altos do mundo.

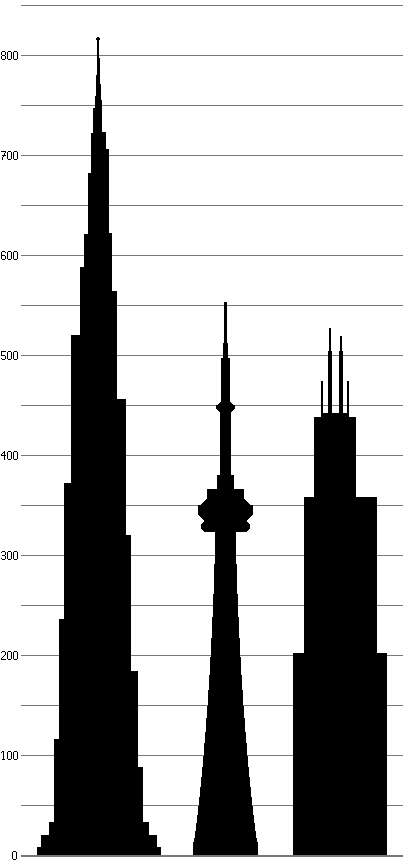
• Burj Dubai, Dubai
• CN Tower, Toronto
• Willis Tower, Chicago

Com 452 m de altura, incluindo um pináculo decorativo, o Petronas Twin Towers em Kuala Lumpur, Malásia, reivindicou o posto do Willis Tower como o maior edifício do mundo em 1998. Isso não era unanimidade e, subseqüentemente à controvérsia, foram criadas quatro diferentes categorias para as estruturas mais altas do mundo. Destes, Petronas era o mais alto em uma categoria. Com a chegada do Taipei 101, o Petronas Towers foi superado em altura com o pináculo e, pela primeira vez, o Willis foi superado em altura do telhado. Em seu ponto mais alto, a antena do Willis Tower supera em altura o pináculo do Taipei 101.
O Willis Tower é o segundo edifício mais alto dos Estados Unidos e conserva o recorde mundial quanto à medição da altura do nível da calçada da entrada principal ao topo da antena. Quando finalizada, a Freedom Tower, renomeada One World Trade Center, em Nova Iorque, superou o Willis Tower através do seu pico estrutural, porém não ocupado. Inaugurado a 4 de Janeiro de 2009, o Burj Khalifa, em Dubai, ultrapassou o Willis Tower nas categorias de altura. .
Mesmo vencendo pela altura do telhado, durante alguns anos, antes da instalação de duas antenas em seu topo, a antena da Torre Norte do World Trade Center
ultrapassava o pináculo daWillis Tower.